# Edo Maajka

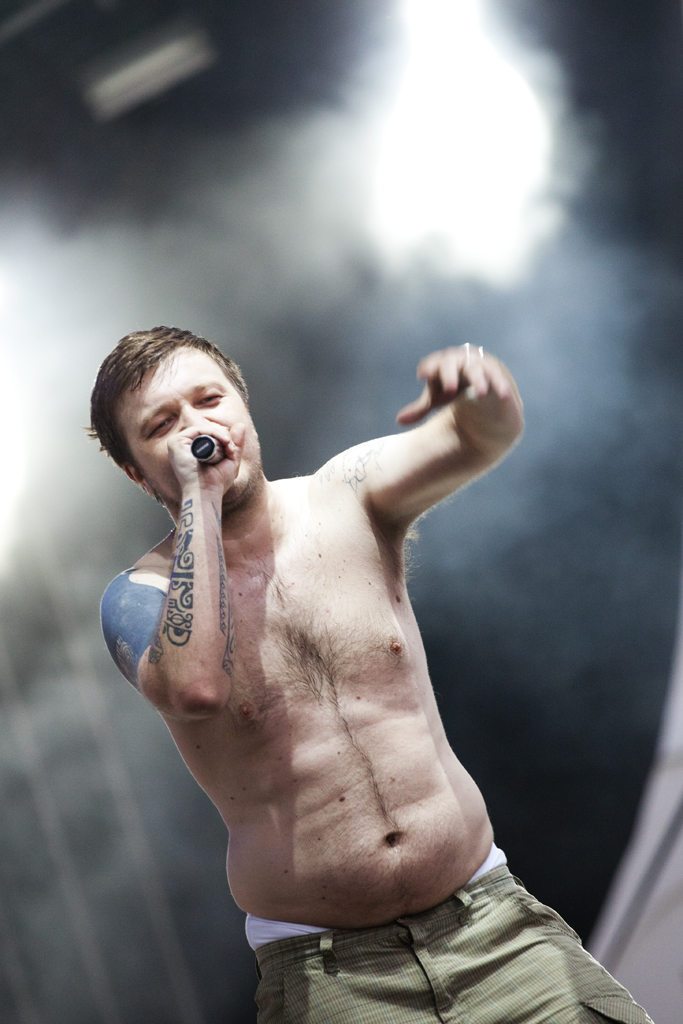
Edo Maajka

Edin Osmić, född 22 december 1978 i Brčko, Bosnien och Hercegovina (forna Jugoslavien) är mest känd under sin alias Edo Maajka och är en bosnisk rappare, låtskrivare och medlem i gruppen Disciplinska Komisija. Hans artistnamn betyder "Edo Modern" eller "Moder Edo". Han är även känd som MC Berbo, Glavonja, Edo Mati eller Maajkara. Han har varit aktiv sedan 1992.

## Biografi
Edin är född och uppvuxen i Brčko där han gick ut grundskolan. År 1992 när det bosniska folkmordet utbröt lämnade Edo sitt hemland Bosnien och åkte till Kroatien. Han bosatte sig i Zagreb och började studera maskinlära. Efter kriget återvände Edo till Bosnien för att studera straffrätt i Tuzla, men han tog aldrig examen.
Edo började intressera sig för hip-hop under gymnasiet och började battla vid femton års ålder. De första demolåtarna spelade han in på egen hand, genom att skapa bakgrundsmusiken med hjälp av beatboxing. Han kom till Tuzla och blev en av medlemmarna i hardcore-rapgruppen "Diskord", som senare fick namnet "Odbrana" (Defence). Gruppen kom senare att bli en av de bästa i Tuzla City och över hela Bosnien och Balkan. Deras demosingel "Odbrana 99" (Defence 99) blev årets hit på stationen "Radio Hit" i Brčko.
Edo är en stor del av radiostationen "FmJam" Show. FmJam samlade ihop unga talanger för att bilda den bosniska rapgruppen "Disciplinska Komisija" (Disciplinary Commission), som Edo är medlem i.
Efter ett års studerande, avslutade Edo sin utbildning på grund av ekonomiska problem och återvände till Zagreb för att möta sin kompis Shot (från gruppen Elemental), där de spelade in Edos första singel "Minimalni rizik" (Mínimal Risk) och en månad senare spelade de in låten "Mahir i Alma". Låtarna låg på top på Zagrebs "Radio 101" stationshow "Blackout" och responsen var entusiastisk.

## Edo Maajka
Edo har valt Menart. Hans första album "Slušaj Mater" (Lyssna på din mamma) släpptes våren 2002. År 2003 blev Edin Osmic (Edo Maajka) den mest kända rapparen på Balkanhalvön. Han vann flera priser inklusive Zlatna Koogla (Gyllene Kulan), Davorin, Porin och Crni Mačak (Svarta Katten). Han etablerade sitt rykte som den bästa och mest kända rapparen i regionen, att ha släppt mer singlar och gästat andra artisters verk. Edo hade en lyckad turné med The Beat Fleet och avslutade turnén med hitsingeln "Prikaze" (Spökbilder/Spöken).
I april 2004 släppte Edo sitt andra album "No Sikiriki" (Inga bekymmer). Edo och Lexsaurini startade en ny agenturbokning "A1 Booking Agency", som resulterade i den mest bokade konserten för rappare i regionen. Edo var ute på turné ända till slutet på året för att marknadsföra "No Sikiriki". Han tillbringade 2005 med att uppträda på konserter och skriva nya låtar till hans nya album.
Inspelningen av hans tredje album "Stig'o Ćumur" (Kolet har anlänt) började i augusti 2005, och albumet släpptes i mars 2006. Den första singeln var "To mora da je ljubav" (Det måste vara kärlek) och videon till singeln spelades in i Bosniens huvudstad Sarajevo. Edo började marknadsföringen av sitt album "Stig'o Ćumur" dagen då det släpptes.
Edos fjärde album släpptes i 25 mars 2008. Albumets namn byttes från "Sjeti Se" (Kom ihåg) till "Idemo Dalje" (Vi går vidare), och början på december 2008 byttes det igen och släpptes under namnet "Balkansko a Naše" (Från Balkan men vårat).
Edo Maajka rappar ofta om de politiska situationerna på Balkan och konsekvenserna av de Jugoslaviska krigen. Han är känd för sitt engagemang i ideella organisationer, bland annat Unicef.

## Diskografi
- Slušaj mater (2002)
- Zlatna Dolina (2003) (Soundtrack)
- No sikiriki (2004)
- Stig O Cumur (2006)
- Balkansko a Naše (2008)
- Štrajk mozga (2012)
- No Pasaran (2016 - Endast en låt i albumet)
- Ojojoj (2016 - Endast en låt i albumet)
- Ne Mogu Disat (2017 - Endast en låt i albumet)